# Niclas Andersén
Niclas Andersén (Grums, 28 aprile 1988) è un hockeista su ghiaccio svedese.

## Palmarès

### Mondiali
- 1 medaglia:
  - 1 bronzo (Minsk 2014)